# Parti communiste ouvrier de Bulgarie
Le Parti communiste ouvrier de Bulgarie (Balgarskii Rabotnitcheskii Komunistitcheskii Partii, PCOB) est un ancien parti communiste de conseils du Royaume de Bulgarie.
Il est fondé en septembre 1921, fortement influencé par le Parti communiste ouvrier d'Allemagne. Il a été fondé lors d'une conférence dans la ville de Sliven, un centre de l'industrie textile, du 7 janvier au 10 janvier 1922. La direction du parti était basée à Varna. Le parti comptait environ 1000 membres et publia Rabotchnik Iskra (l'Étincelle ouvrière). Le parti était affilié à l'Internationale communiste ouvrière.
Le parti s'est divisé selon les mêmes principes que le Parti communiste ouvrier d'Allemagne, avec une faction basée à Sofia proche de la « tendance d'Essen » et une faction basée à Varna proche de la « tendance de Berlin ». Malgré leurs divergences et la vive polémique qui les opposaient, ces deux groupes distincts coexistaient cependant au sein du même parti. Le parti a été dissous à la suite de la répression en avril 1925,.